# Вулиця Свято-Михайлівська (Кривий Ріг)
Вулиця Свято-Михайлівська — вулиця у Тернівському районі міста Кривий Ріг. Протяжність 427 метрів.

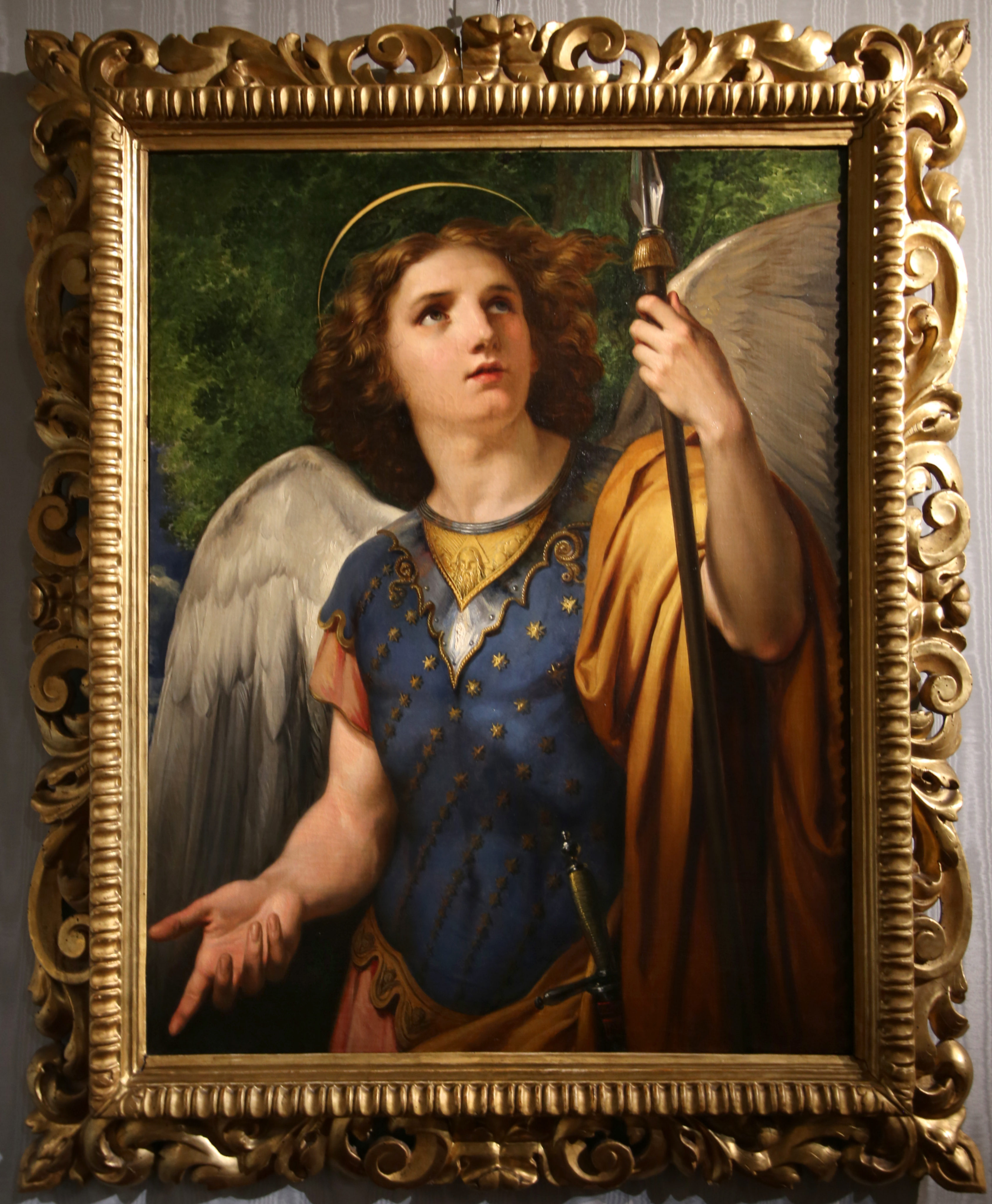
Архангел Михаїл

## Історія
У радянські часи носила назву "Рибінська", на честь російського міста Рибінськ.
Рішенням міської ради 28.10.2022 №1515 вулицю Рибінську перейменували на честь Архангела Михаїла.

## Прилеглі вулиці
- вулиця Веселі Терни
- вулиця Індіри Ганді
- вулиця Нізамі